# تپه چخماق داشه
تپه چخماق داشه مربوط به عصر آهن است و در شهرستان ابهر، بخش مرکزی، دهستان صایین قلعه، روستای کبود چشمه واقع شده و این اثر در تاریخ ۲۶ دی ۱۳۸۶ با شمارهٔ ثبت ۲۰۵۵۰ به‌عنوان یکی از آثار ملی ایران به ثبت رسیده است.